# Kanton Courtenay
Courtenay is een kanton van het Franse departement Loiret. Het kanton maakt deel uit van het arrondissement Montargis.

## Gemeenten
Het kanton Courtenay omvatte tot 2014 de volgende 15 gemeenten:
- Bazoches-sur-le-Betz
- Chantecoq
- La Chapelle-Saint-Sépulcre
- Courtemaux
- Courtenay (hoofdplaats)
- Ervauville
- Foucherolles
- Louzouer
- Mérinville
- Pers-en-Gâtinais
- Rozoy-le-Vieil
- Saint-Hilaire-les-Andrésis
- Saint-Loup-de-Gonois
- La Selle-sur-le-Bied
- Thorailles

Bij de herindeling van de kantons door het decreet van 25 februari 2014 met uitwerking op 22 maart 2015 werd het kanton uitgebreid met 28 gemeenten, waarvan op 1 januari 2016  de gemeenten Douchy en Montcorbon samengevoegd werden tot de fusiegemeente (commune nouvelle) Douchy-Montcorbon wat de lijst van de toegevoegde gemeenten brengt op : 
- Le Bignon-Mirabeau
- Château-Renard
- Chevannes
- Chevry-sous-le-Bignon
- Chuelles
- Corbeilles
- Courtempierre
- Dordives
- Douchy-Montcorbon
- Ferrières-en-Gâtinais
- Fontenay-sur-Loing
- Girolles
- Gondreville
- Griselles
- Gy-les-Nonains
- Melleroy
- Mignères
- Mignerette
- Nargis
- Préfontaines
- Saint-Firmin-des-Bois
- Saint-Germain-des-Prés
- Sceaux-du-Gâtinais
- La Selle-en-Hermoy
- Treilles-en-Gâtinais
- Triguères
- Villevoques

Op 1 maart 2019 werd de gemeente Saint-Loup-de-Gonois toegevoegd aan de gemeente La Selle-sur-le-Bied waardoor deze laatste het statuut van commune nouvelle kreeg.